# 八戸地域広域市町村圏事務組合
八戸地域広域市町村圏事務組合（はちのへちいきこういきしちょうそんけんじむくみあい）は、青森県八戸市、三戸郡三戸町、五戸町、田子町、南部町、階上町、新郷村及び上北郡おいらせ町の1市6町1村が設立している一部事務組合。

## 概要

### 事務所
- 八戸市一番町1-9-22

### 主な事務内容
- 八戸地域広域市町村圏計画の策定並びに当該計画に基づく事業の実施及び連絡調整事務（八戸市・三戸町・五戸町・田子町・南部町・階上町・新郷村・おいらせ町）
- 常備消防事務（八戸市・三戸町・五戸町・田子町・南部町・階上町・新郷村・おいらせ町）
- 特別養護老人ホーム事務（八戸市・三戸町・五戸町・田子町・南部町・階上町・新郷村・おいらせ町）
- 介護認定審査会事務（八戸市・三戸町・五戸町・田子町・南部町・階上町・新郷村・おいらせ町）
- し尿処理施設事務（八戸市・階上町・南部町の旧三戸郡福地村区域）
- し尿又は浄化槽に係る汚泥の収集、運搬及び処分事務（八戸市・階上町・南部町の旧三戸郡福地村区域）
- ごみ焼却施設の設置及び管理事務（八戸市・階上町・南部町の旧三戸郡福地村区域）
- リサイクルプラザの設置及び管理事務（八戸市・階上町・南部町の旧三戸郡福地村区域）

### 組織
- 組合議会
  - 議員定数：30人（八戸市：16人、その他町村：各2人）
- 執行機関
  - 管理者：1人（関係市町村の長の互選）
  - 副管理者：3人（関係市町村の長の互選、うち1人は管理者の属する関係市町村の副市町村長）
  - 会計管理者：1人（管理者の補助機関である職員から管理者が任命）
  - 監査委員：2人

## 常備消防事務

### 概要
- 消防本部：青森県八戸市田向五丁目1-1
- 管内面積：1,346.85km2
- 職員定数：414人
- 消防署5カ所、分署5カ所、分遣所8カ所
- 主力機械（2018年4月1日現在）
  - 消防ポンプ自動車：11
  - 水槽付消防ポンプ自動車：13
  - 化学消防自動車：2
  - 屈折はしご付消防自動車：1
  - はしご付消防自動車：1
  - 大型高所放水車：1
  - 泡原液搬送車：1
  - 大型化学消防自動車：1
  - 救助工作車：3
  - 救急車：10
  - 高規格救急車：6
  - 指揮車：9
  - 広報査察車：7
  - 水利点検車：1
  - 資機材搬送車：3
  - 支援車：1
  - 総指揮車：1
  - 地震体験車：1
  - 消防隊員輸送車：1
  - 水槽付消防自動用二輪車：1
  - 非常用消防ポンプ自動車：3
  - 非常用水槽付消防ポンプ自動車：2
  - 非常用救急車：4
  - 多目的広報車：1
  - ボートトレーラー：2

### 沿革
- 1951年1月1日　八戸市消防本部を設置。
- 1971年4月1日　八戸地域広域市町村圏事務組合が発足。
- 1971年7月1日　八戸市消防本部が移行し、八戸地域広域市町村圏事務組合消防本部が4署4分署7分遣所体制で発足。
- 1973年9月12日　林野火災工作車を南郷分遣所に配備。
- 1973年9月20日　はしご付消防車を八戸消防署に配備。
- 1976年8月1日　河原木分遣所・根城分遣所・小中野分遣所を開設。
- 1978年11月1日　3点セット（大型高所放水車・泡原液搬送車・大型化学消防車）を河原木分遣所に配備。
- 1988年3月15日　救助工作車を八戸消防署に配備。
- 1992年4月1日　高規格救急車を八戸消防署に配備。
- 1995年4月1日　階上分遣所が分署に昇格。
- 2000年4月1日　北分署が八戸北消防署に昇格。
- 2011年12月26日　消防本部と八戸消防署が八戸市田向に移転。
- 2012年1月1日　八戸北消防署の名称をおいらせ消防署に変更。
- 2012年3月8日　高機能消防指令センターの運用を開始。
- 2013年4月1日　八戸消防署に専任の特別救助隊を設置。
- 2017年1月7日　八戸市が中核市に移行した事に伴い八戸消防署の特別救助隊を高度救助隊に格上げした。

### 組織
- 本部 - 総務課、予防課、警防課、指令救急課
- 消防署

### 消防署
| 消防署         | 住所                             | 分署                                                                                | 分遣所 |
| -------------- | -------------------------------- | ----------------------------------------------------------------------------------- | --- |
| 八戸消防署     | 八戸市大字田向5-7-1              | 河原木：八戸市下長7-4-6                                                             | 南郷：八戸市南郷区大字市野沢字三合山41-45 桔梗野：八戸市大字市川町字尻引前山31-1287 尻内：八戸市一番町1-4-2 根城：八戸市北白山台5-2-1 |
| 八戸東消防署   | 八戸市大字白銀町字左新井田道26-1 | 鮫：八戸市大字鮫町字山四郎蒔目17-345 階上：三戸郡階上町大字道仏字耳ケ吠31-3         | 小中野：八戸市小中野5-11-6 |
| 三戸消防署     | 三戸郡三戸町大字川守田字関根25-5 | 田子：三戸郡田子町大字田子字天神堂向54-1 名川：三戸郡南部町大字下名久井字下タ町5-18 | 福地：三戸郡南部町大字福田字館先15-1                                                                                                  |
| 五戸消防署     | 三戸郡五戸町字下長下タ11-33      | なし                                                                                | 西：三戸郡新郷村大字戸来字中野平7-1                                                                                                   |
| おいらせ消防署 | 上北郡おいらせ町黒坂谷地6-14     | なし                                                                                | 北：上北郡おいらせ町青葉5丁目50-166                                                                                                   |